# Solgun Drevik
Solgun Anett Drevik, född 18 juni 1966 i Partille, är en svensk uppfinnare. Hon har arbetat 26 år som produktutvecklare av hygienprodukter på SCA Hygiene Products (före detta Mölnlycke AB). Hon har över 70 patent i sitt namn (2012). Hon är den kvinna i Sverige som har flest patent varav de flesta är internationellt sökta. Nästan hälften av de patenter hon har står hon själv för. År 2013 blev Solgun Drevik nominerad till ett pris för utveckling av intim-hygienprodukter. År 2012 slutade hon sin tjänst på SCA för att bli egenföretagre. I sin nuvarande roll som egenföretagare stöttar hon och hjälper andra innovativa uppfinnare och utvecklare. I hennes nya tjänst är målet att väcka uppmärksamhet till nya ensamma uppfinnare och få ut deras produkter på marknaden. 

## Tävlingar och priser
- 2003 GWINN, top ten award
- 2004 SIIF Seoul International innovation Fair, bronze medal, representerad av SUF Svenska Uppfinnarförening
- Nominerad finalist för Polhemspriset 2013